# Горкун Віктор Іванович
Віктор Іванович Горкун (13 серпня 1923, місто Глухів, тепер Сумська область — ?) — український радянський діяч. Директор українського інформаційного агентства «РАТАУ» (1971—1976). Член Ревізійної комісії КПУ в 1971—1976 роках..

## Життєпис
З липня 1941 року — в Червоній армії, учасник німецько-радянської війни з січня 1942. Служив командиром взводу управління 2-го дивізіону 26-го гвардійського артилерійського полку 17-ї гвардійської стрілецької дивізії, в.о. помічника начальника штабу командувача артилерії 338-ї стрілецької дивізії 39-ї армії. Воював на Волховському та 1-му Прибалтійському фронтах. Член ВКП(б) з травня 1943 року.
Закінчив факультет міжнародних відносин Київського університету. Захистив кандидатську дисертацію.
Працював лектором в ЦК КПУ, згодом — завідувач сектору (на 1965 рік), а з 1966 року — перший заступник завідувача відділу пропаганди і агітації ЦК КПУ.
У 1971 — березні 1976 року — директор РАТАУ. На цій посаді добився, щоб інформація РАТАУ передавалася каналами ТАРС. Завдяки цьому світ отримував більше інформації про Україну.
Обирався до Ревізійної комісії на XXIV з'їзді КПУ — Київ, 17-20 березня 1971 р.

## Звання
- гвардії лейтенант
- гвардії старший лейтенант
- гвардії майор

## Нагороди
- два ордени Вітчизняної війни І ст. (7.05.1945, 6.04.1985)
- орден Червоної Зірки (9.01.1944)
- медаль «За взяття Кенігсберга» (1945)
- медаль «За перемогу над Німеччиною у Великій Вітчизняній війні 1941—1945 рр.» (1945)
- медаль «За перемогу над Японією» (1945)
- медалі